# 南港東駅
南港東駅（なんこうひがしえき）は、大阪府大阪市住之江区南港東二丁目にある大阪市高速電気軌道 (Osaka Metro) 南港ポートタウン線（ニュートラム）の駅。駅番号はP15。

## 歴史
- 1981年（昭和56年）3月16日：大阪市交通局南港ポートタウン線（ニュートラム）の住之江公園駅 - 中ふ頭駅間の開通と同時に開業[1]。
- 2018年（平成30年）4月1日：大阪市交通局の民営化により、大阪市高速電気軌道 (Osaka Metro) の駅となる。

## 駅構造
島式ホーム1面2線の高架駅。2階に改札・コンコース、3階にホームがある。改札口はコスモスクエア寄りの1か所のみである。住之江公園側に、非常用留置線を兼ねた上下渡り線がある。
当駅は、南港運輸事務所に所属し、住之江公園駅の被管理駅である。

### のりば
| 番線 | 路線                                | 行先                       |
| ---- | ----------------------------------- | -------------------------- |
| 1    | 南港ポートタウン線 （ニュートラム） | 住之江公園方面             |
| 2    | 南港ポートタウン線 （ニュートラム） | 中ふ頭・コスモスクエア方面 |

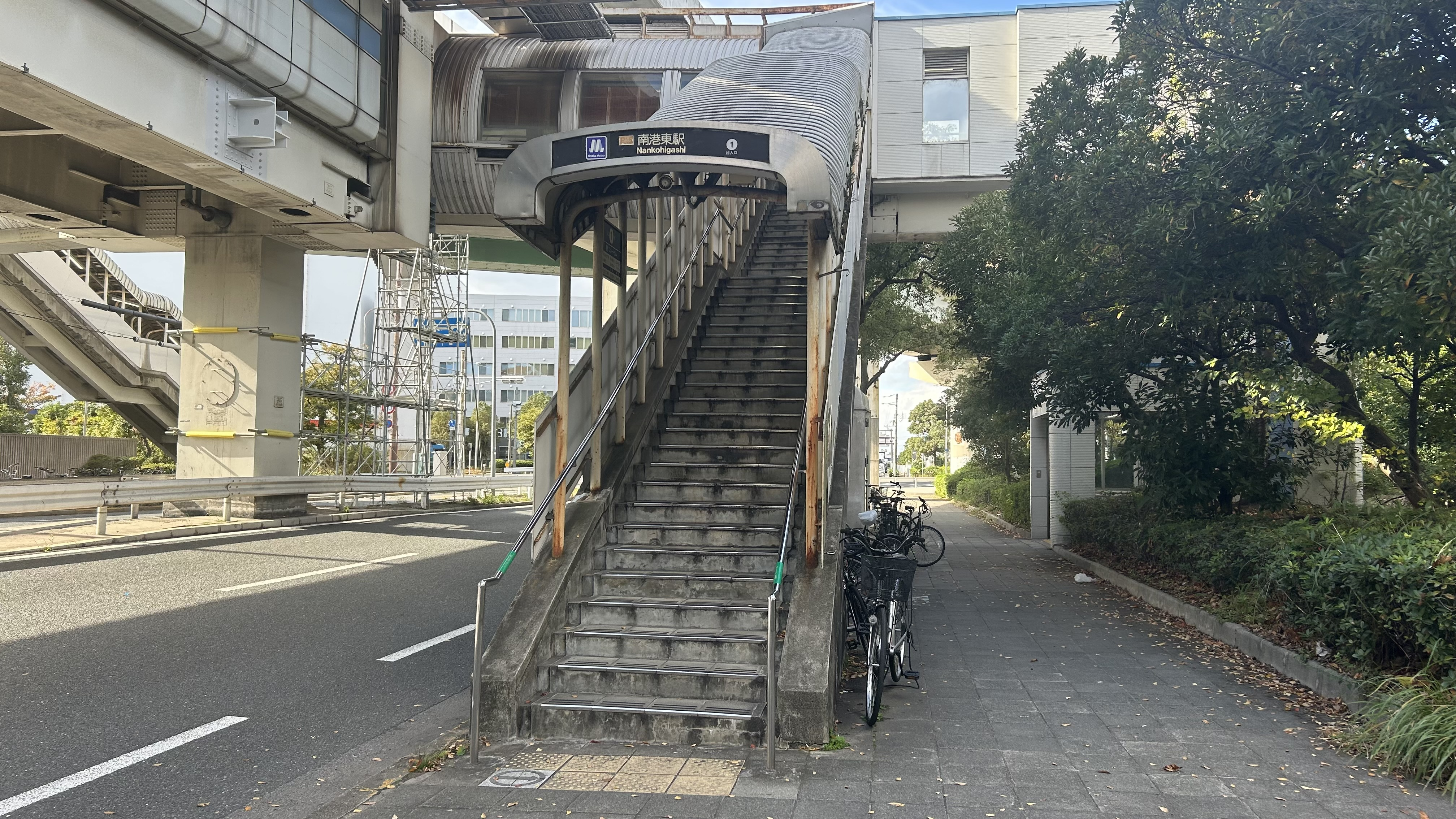
1号出入口（2024年11月）
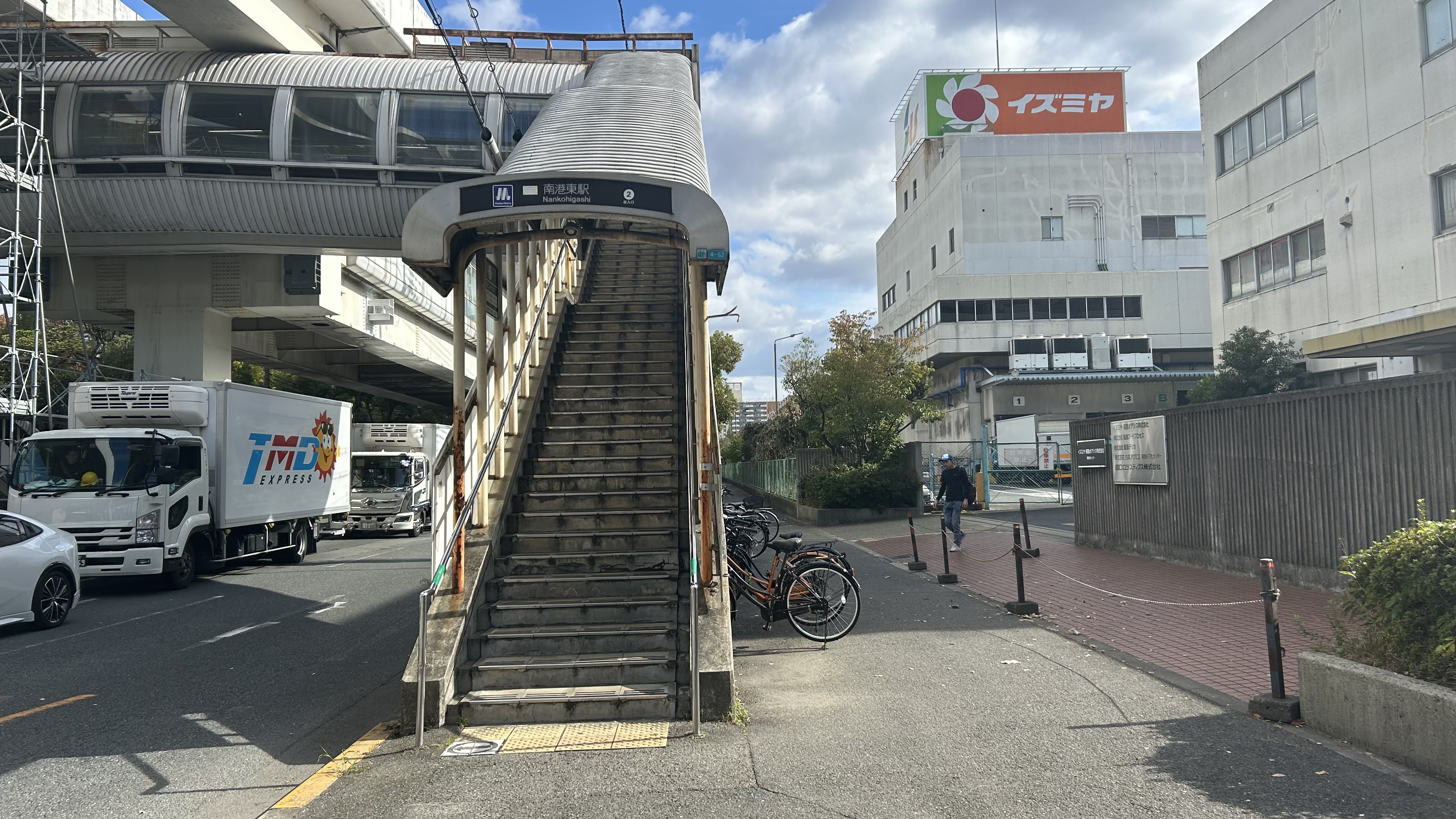
2号出入口（2024年11月）
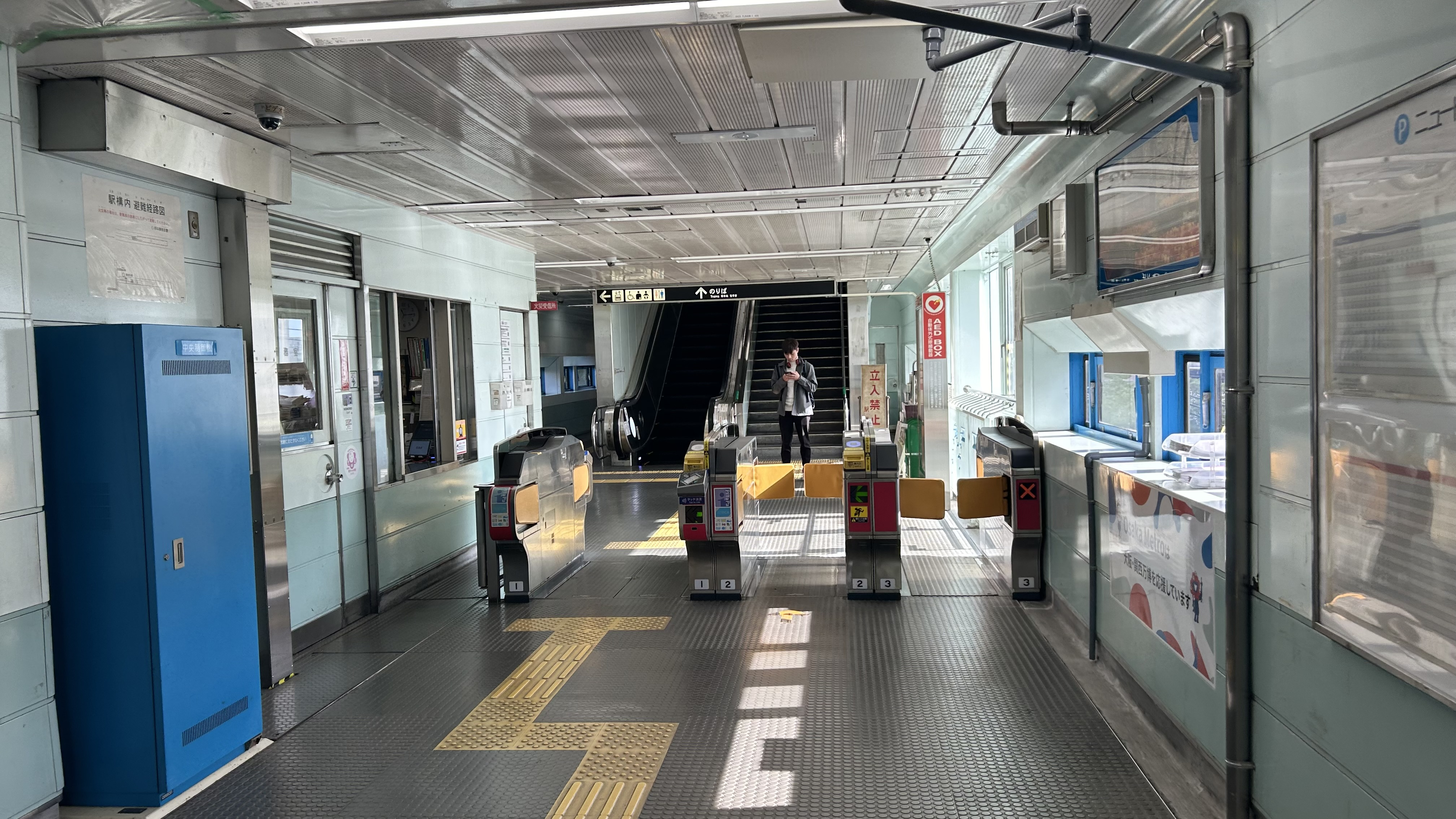
改札（2024年11月）
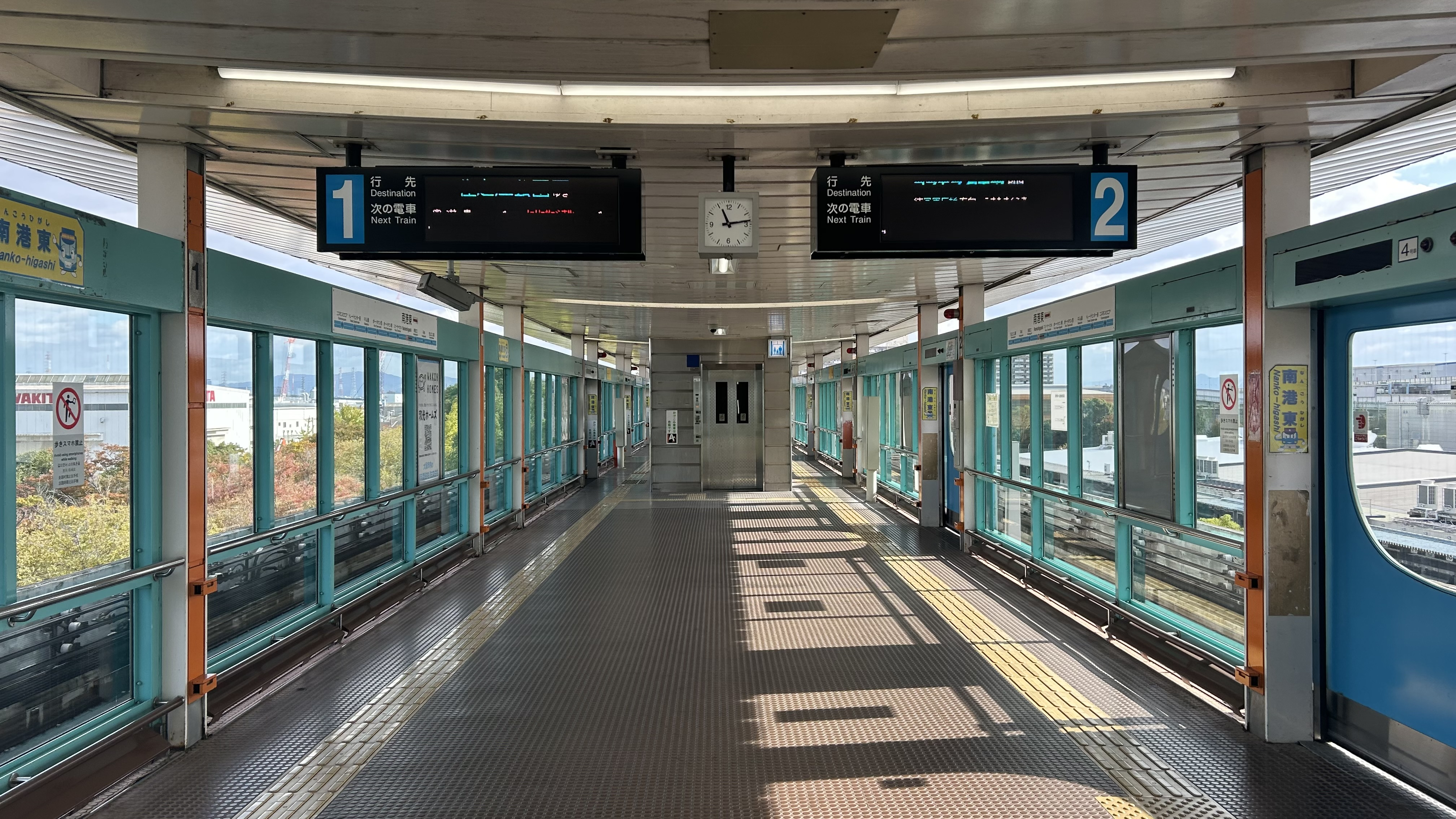
プラットホーム（2024年11月）

### 出口
| 出口番号 | 出口周辺     | 備考             |
| -------- | ------------ | ---------------- |
| 1        |              | エレベーターあり |
| 2        | 港南造形高校 | 7:30-20:55       |

## 利用状況
2024年11月12日の1日乗降人員は3,770人（乗車人員：1,830人、降車人員：1,940人）である。ニュートラムの駅、Osaka Metroの全駅の中で利用者数が最も少ない（地下鉄各線だけに限れば、今里筋線の清水駅が最下位）。
各年度の特定日利用状況は下表の通り。なお1995年度の記録については、1996年に行われた調査であるが会計年度上表中に記載の年度となる。
| 年度               | 調査日   | 乗車人員 | 降車人員 | 乗降人員 | 出典          | 出典          |
| 年度               | 調査日   | 乗車人員 | 降車人員 | 乗降人員 | メトロ        | 大阪府        |
| ------------------ | -------- | -------- | -------- | -------- | ------------- | ------------- |
| 1981年（昭和56年） | 11月10日 | 570      | 670      | 1,240    |               | [ 大阪府 1 ]  |
| 1985年（昭和60年） | 11月12日 | 1,130    | 1,589    | 2,719    |               | [ 大阪府 2 ]  |
| 1987年（昭和62年） | 11月10日 | 1,279    | 1,642    | 2,921    |               | [ 大阪府 3 ]  |
| 1990年（平成02年） | 11月06日 | 1,231    | 1,287    | 2,518    |               | [ 大阪府 4 ]  |
| 1995年（平成07年） | 02月15日 | 1,189    | 1,356    | 2,545    |               | [ 大阪府 5 ]  |
| 1998年（平成10年） | 11月10日 | 1,075    | 1,201    | 2,276    |               | [ 大阪府 6 ]  |
| 2007年（平成19年） | 11月13日 | 2,150    | 2,274    | 4,424    |               | [ 大阪府 7 ]  |
| 2008年（平成20年） | 11月11日 | 2,141    | 2,268    | 4,409    |               | [ 大阪府 8 ]  |
| 2009年（平成21年） | 11月10日 | 2,127    | 2,266    | 4,393    |               | [ 大阪府 9 ]  |
| 2010年（平成22年） | 11月09日 | 2,185    | 2,263    | 4,448    |               | [ 大阪府 10 ] |
| 2011年（平成23年） | 11月08日 | 2,093    | 2,233    | 4,326    |               | [ 大阪府 11 ] |
| 2012年（平成24年） | 11月13日 | 2,132    | 2,225    | 4,357    |               | [ 大阪府 12 ] |
| 2013年（平成25年） | 11月19日 | 2,192    | 2,248    | 4,440    | [ メトロ 1 ]  | [ 大阪府 13 ] |
| 2014年（平成26年） | 11月11日 | 2,223    | 2,325    | 4,548    | [ メトロ 2 ]  | [ 大阪府 14 ] |
| 2015年（平成27年） | 11月17日 | 2,174    | 2,250    | 4,424    | [ メトロ 3 ]  | [ 大阪府 15 ] |
| 2016年（平成28年） | 11月08日 | 2,186    | 2,252    | 4,438    | [ メトロ 4 ]  | [ 大阪府 16 ] |
| 2017年（平成29年） | 11月14日 | 2,181    | 2,302    | 4,483    | [ メトロ 5 ]  | [ 大阪府 17 ] |
| 2018年（平成30年） | 11月13日 | 1,887    | 1,993    | 3,880    | [ メトロ 6 ]  | [ 大阪府 18 ] |
| 2019年（令和元年） | 11月12日 | 1,994    | 2,032    | 4,026    | [ メトロ 7 ]  | [ 大阪府 19 ] |
| 2020年（令和02年） | 11月10日 | 1,800    | 1,835    | 3,635    | [ メトロ 8 ]  | [ 大阪府 20 ] |
| 2021年（令和03年） | 11月16日 | 1,840    | 1,906    | 3,746    | [ メトロ 9 ]  | [ 大阪府 21 ] |
| 2022年（令和04年） | 11月15日 | 2,015    | 2,100    | 4,115    | [ メトロ 10 ] | [ 大阪府 22 ] |
| 2023年（令和05年） | 11月07日 | 1,856    | 1,980    | 3,836    | [ メトロ 11 ] | [ 大阪府 23 ] |
| 2024年（令和06年） | 11月12日 | 1,830    | 1,940    | 3,770    | [ メトロ 12 ] |               |

## 駅周辺
駅の北側は工業専用地域で、ベイ・オーク社が中古車オークションや売買を行うために車をプールしているカーシティがある。周辺道路は24時間、各地から車を積んだトレーラがひっきりなしにやってくる。なお、駅の南側と西側は準工業地域である。大阪南港内港のE岸壁・D岸壁が近い。かもめ大橋から南埠頭・かもめフェリーターミナルへ向かう大阪シティバス（15号系統・南港南六丁目行き）は当駅へは寄らず、隣駅のフェリーターミナル駅前に発着する。
住之江公園駅から来たニュートラム線の列車は当駅を出た後、進路を西から北へ変えて、中ふ頭・コスモスクエア方面へ向かう。
- 大阪府立港南造形高等学校
- 軽自動車検査協会大阪主管事務所
- ベイ・オーク
- イズミヤ南港センター
- ライフコーポレーション南港物流センター
- 阪神高速4号湾岸線
- 住之江通

## 隣の駅
大阪市高速電気軌道 (Osaka Metro)
 南港ポートタウン線（ニュートラム）
フェリーターミナル駅 (P14) - 南港東駅 (P15) - 南港口駅 (P16)
- ( ) 内は駅番号を示す。

### 記事本文